# Shanghai Golden Grand Prix 2018
Navigation
Édition précédente Édition suivante
Le Shanghai Golden Grand Prix 2018 se déroule le 12 mai 2018 au Stade de Shanghai, en Chine. Il s'agit de la deuxième étape de la Ligue de diamant 2018.

## Résultats

### Hommes
| Rang | Athlète         | Temps   | Points |
| ---- | --------------- | ------- | ------ |
| 1    | Reece Prescod   | 10 s 04 | 8      |
| 2    | Su Bingtian     | 10 s 05 | 7      |
| 3    | Xie Zhenye      | 10 s 17 | 6      |
| 4    | Chijindu Ujah   | 10 s 18 | 5      |
| 5    | Isiah Young     | 10 s 18 | 4      |
| 6    | Ramil Guliyev   | 10 s 20 | 3      |
| 7    | Justin Gatlin   | 10 s 20 | 2      |
| 8    | Andre De Grasse | 10 s 25 | 1      |

| Rang | Athlète          | Temps        | Points |
| ---- | ---------------- | ------------ | ------ |
| 1    | Steven Gardiner  | 43 s 99 (MR) | 8      |
| 2    | Isaac Makwala    | 44 s 23      | 7      |
| 3    | Abdalelah Haroun | 44 s 51      | 6      |
| 4    | Fred Kerley      | 44 s 71      | 5      |
| 5    | Christian Taylor | 45 s 24      | 4      |
| 6    | Michael Cherry   | 45 s 60      | 3      |
| 7    | Vernon Norwood   | 45 s 82      | 2      |
| 8    | Guo Zhongze      | 47 s 04      | 1      |

| Rang | Athlète              | Temps                  | Points |
| ---- | -------------------- | ---------------------- | ------ |
| 1    | Wycliffe Kinyamal    | 1 min 43 s 91 (MR, PB) | 8      |
| 2    | Jonathan Kitilit     | 1 min 43 s 95          | 7      |
| 3    | Marcin Lewandowski   | 1 min 45 s 41          | 6      |
| 4    | Antoine Gakeme       | 1 min 45 s 73          | 5      |
| 5    | Brandon McBride      | 1 min 45 s 78          | 4      |
| 6    | Clayton Murphy       | 1 min 45 s 97          | 3      |
| 7    | Andrew Osagie        | 1 min 46 s 36          | 2      |
| 8    | Rynardt van Rensburg | 1 min 46 s 57          | 1      |

| Rang | Athlète                | Temps              | Points |
| ---- | ---------------------- | ------------------ | ------ |
| 1    | Timothy Cheruiyot      | 3 min 31 s 48 (WL) | 8      |
| 2    | Samuel Tefera          | 3 min 31 s 63 (PB) | 7      |
| 3    | Abdelaati Iguider      | 3 min 32 s 72      | 6      |
| 4    | Charles Cheboi Simotwo | 3 min 33 s 54      | 5      |
| 5    | Justus Soget           | 3 min 34 s 33      | 4      |
| 6    | Aman Wote              | 3 min 34 s 43      | 3      |
| 7    | Thiago Andrè           | 3 min 35 s 40      | 2      |
| 8    | Bethwell Birgen        | 3 min 35 s 95      | 1      |

| Rang | Athlète            | Temps         | Points |
| ---- | ------------------ | ------------- | ------ |
| 1    | Omar McLeod        | 13 s 16 (=WL) | 8      |
| 2    | Orlando Ortega     | 13 s 17       | 7      |
| 3    | Sergueï Choubenkov | 13 s 27       | 6      |
| 4    | Ronald Levy        | 13 s 33       | 5      |
| 5    | Hansle Parchment   | 13 s 48       | 4      |
| 6    | Aries Merritt      | 13 s 65       | 3      |
| 7    | Garfield Darien    | 13 s 74       | 2      |
| 8    | Zeng Jianhang      | 13 s 76 (PB)  | 1      |

| Rang | Athlète           | Marque      | Points |
| ---- | ----------------- | ----------- | ------ |
| 1    | Renaud Lavillenie | 5,81 m      | 8      |
| 2    | Piotr Lisek       | 5,81 m      | 7      |
| 3    | Xue Changrui      | 5,71 m      | 6      |
| 4    | Kurtis Marschall  | 5,71 m      | 5      |
| 5    | Shawnacy Barber   | 5,61 m      | 4      |
| 5    | Yao Jie           | 5,61 m      | 4      |
| 7    | Raphael Holzdeppe | 5,61 m      | 2      |
| 8    | Huang Bokai       | 5,61 m (PB) | 1      |

| \| Rang \| Athlète \| Marque \| Points \| \| ---- \| ----------------- \| ----------- \| ------ \| \| 1 \| Luvo Manyonga \| 8,56 m (WL) \| 8 \| \| 2 \| Shi Yuhao \| 8,43 m (PB) \| 7 \| \| 3 \| Henry Frayne \| 8,15 m \| 6 \| \| 4 \| Jeff Henderson \| 8,11 m \| 5 \| \| 5 \| Huang Changzhou \| 8,03 m \| 4 \| \| 6 \| Gao Xinglong \| 8,00 m \| 3 \| \| 7 \| Damar Forbes \| 7,99 m \| 2 \| \| 8 \| Michael Hartfield \| 7,88 m \| 1 \| |                   |             |        |
| Rang | Athlète           | Marque      | Points |
| 1 | Luvo Manyonga     | 8,56 m (WL) | 8      |
| 2 | Shi Yuhao         | 8,43 m (PB) | 7      |
| 3 | Henry Frayne      | 8,15 m      | 6      |
| 4 | Jeff Henderson    | 8,11 m      | 5      |
| 5 | Huang Changzhou   | 8,03 m      | 4      |
| 6 | Gao Xinglong      | 8,00 m      | 3      |
| 7 | Damar Forbes      | 7,99 m      | 2      |
| 8 | Michael Hartfield | 7,88 m      | 1      |

### Femmes
| Rang | Athlète             | Temps        | Points |
| ---- | ------------------- | ------------ | ------ |
| 1    | Shaunae Miller-Uibo | 22 s 06 (MR) | 8      |
| 2    | Dafne Schippers     | 22 s 34      | 7      |
| 3    | Shericka Jackson    | 22 s 36      | 6      |
| 4    | Marie-Josée Ta Lou  | 22 s 58      | 5      |
| 5    | Mujinga Kambundji   | 22 s 72      | 4      |
| 6    | Jenna Prandini      | 23 s 02      | 3      |
| 7    | Kyra Jefferson      | 23 s 05      | 2      |
| 8    | Deajah Stevens      | 23 s 05      | 1      |

| Rang | Athlète            | Temps        | Points |
| ---- | ------------------ | ------------ | ------ |
| 1    | Brianna McNeal     | 12 s 50 (MR) | 8      |
| 2    | Sharika Nelvis     | 12 s 52      | 7      |
| 3    | Kendra Harrison    | 12 s 56      | 6      |
| 4    | Jasmin Stowers     | 12 s 71      | 5      |
| 5    | Isabelle Pedersen  | 12 s 76      | 4      |
| 6    | Nadine Visser      | 12 s 81      | 3      |
| 7    | Cindy Roleder      | 12 s 81      | 2      |
| 8    | Dawn Harper Nelson | 12 s 94      | 1      |

| Rang | Athlète           | Temps        | Points |
| ---- | ----------------- | ------------ | ------ |
| 1    | Dalilah Muhammad  | 53 s 77      | 8      |
| 2    | Janieve Russell   | 23 s 78 (PB) | 7      |
| 3    | Sage Watson       | 55 s 23      | 6      |
| 4    | Wenda Nel         | 55 s 63      | 5      |
| 5    | Joanna Linkiewicz | 55 s 84      | 4      |
| 6    | Leah Nugent       | 56 s 54      | 3      |
| 7    | Xiao Xia          | 58 s 48      | 2      |
| 8    | Georganne Moline  | 59 s 51      | 1      |

| Rang | Athlète                    | Marque      | Points |
| ---- | -------------------------- | ----------- | ------ |
| 1    | Mariya Lasitskene          | 1,97 m (WL) | 8      |
| 2    | Mirela Demireva            | 1,94 m      | 7      |
| 3    | Marie-Laurence Jungfleisch | 1,88 m      | 6      |
| 4    | Oksana Okuneva             | 1,85 m      | 5      |
| 4    | Levern Spencer             | 1,85 m      | 5      |
| 6    | Alyxandria Treasure        | 1,85 m      | 3      |
| 6    | Wang Yang (en)             | 1,85 m      | 3      |
| 8    | Kateryna Tabashnyk         | 1,85 m      | 1      |

| Rang | Athlète                 | Marque       | Points |
| ---- | ----------------------- | ------------ | ------ |
| 1    | Caterine Ibargüen       | 14,80 m (WL) | 8      |
| 2    | Shanieka Ricketts       | 14,55 m      | 7      |
| 3    | Kimberly Williams       | 14,35 m      | 6      |
| 4    | Rouguy Diallo           | 14,21 m (PB) | 5      |
| 5    | Hanna Knyazyeva-Minenko | 14,19 m      | 4      |
| 6    | Viktoriya Prokopenko    | 13,93 m      | 3      |
| 7    | Dovilė Dzindzaletaitė   | 13,73 m      | 2      |
| 8    | Anna Jagaciak           | 13,67 m      | 1      |

| Rang | Athlète             | Marque       | Points |
| ---- | ------------------- | ------------ | ------ |
| 1    | Gong Lijiao         | 19,99 m (WL) | 8      |
| 2    | Danniel Thomas-Dodd | 18,70 m      | 7      |
| 3    | Raven Saunders      | 18,63 m      | 6      |
| 4    | Yuliya Leantsiuk    | 18,42 m      | 5      |
| 5    | Paulina Guba        | 18,25 m (PB) | 4      |
| 6    | Anita Márton        | 18,16 m      | 3      |
| 7    | Gao Yang            | 18,12 m      | 2      |
| 8    | Valerie Adams       | 18,01 m      | 1      |

| \| Rang \| Athlète \| Marque \| Points \| \| ---- \| -------------------- \| ------------ \| ------ \| \| 1 \| Lyu Huihui \| 66,85 m (MR) \| 8 \| \| 2 \| Marcelina Witek \| 64,49 m \| 7 \| \| 3 \| Eda Tuğsuz \| 63,20 m \| 6 \| \| 4 \| Tatsiana Khaladovich \| 62,15 m \| 5 \| \| 5 \| Elizabeth Gleadle \| 61,53 m \| 4 \| \| 6 \| Sunette Viljoen \| 60,79 m \| 3 \| \| 7 \| Katharina Molitor \| 59,38 m \| 2 \| \| 8 \| Kelsey-Lee Roberts \| 57,47 m \| 1 \| |                      |              |        |
| Rang | Athlète              | Marque       | Points |
| 1 | Lyu Huihui           | 66,85 m (MR) | 8      |
| 2 | Marcelina Witek      | 64,49 m      | 7      |
| 3 | Eda Tuğsuz           | 63,20 m      | 6      |
| 4 | Tatsiana Khaladovich | 62,15 m      | 5      |
| 5 | Elizabeth Gleadle    | 61,53 m      | 4      |
| 6 | Sunette Viljoen      | 60,79 m      | 3      |
| 7 | Katharina Molitor    | 59,38 m      | 2      |
| 8 | Kelsey-Lee Roberts   | 57,47 m      | 1      |

## Légende
Records et Performances
- AR : Record continental (area record)
- CR : Record des championnats (championship record)
- MR : Record du meeting (meet record)
- NR : Record national (national record)
- OR : Record olympique (olympic record)
- PR : Record paralympique (paralympic record)
- PB : Record personnel (personal best)
- SB : Meilleure performance personnelle de la saison (season's best)
- WL : Meilleure performance mondiale de l'année (world leader)
- WJR : Record du monde junior (world junior record)
- WR : Record du monde (world record)

Circonstances et Conditions
- DNF : N'a pas terminé (did not finish)
- DNS : N'a pas pris le départ (did not start)
- DQ : Disqualification (disqualification)
- NM : Aucun essai valable enregistré (No Mark)
- Q : Qualifié « directement » au prochain tour (ou à la prochaine compétition), lors d'une compétition majeure, grâce au classement ou à la réalisation des minima (automatic qualifier)
- q : Qualifié au prochain tour (ou à la prochaine compétition), lors d'une compétition majeure, grâce au repêchage ou à la réalisation de l'une des meilleures performances parmi celles des « non qualifiés directement » (grâce au meilleur temps ou à la meilleure distance par exemple) (secondary qualifier)

DLR Record de la Ligue de diamant